# 莱昂·奥古斯丁·莱尔米特

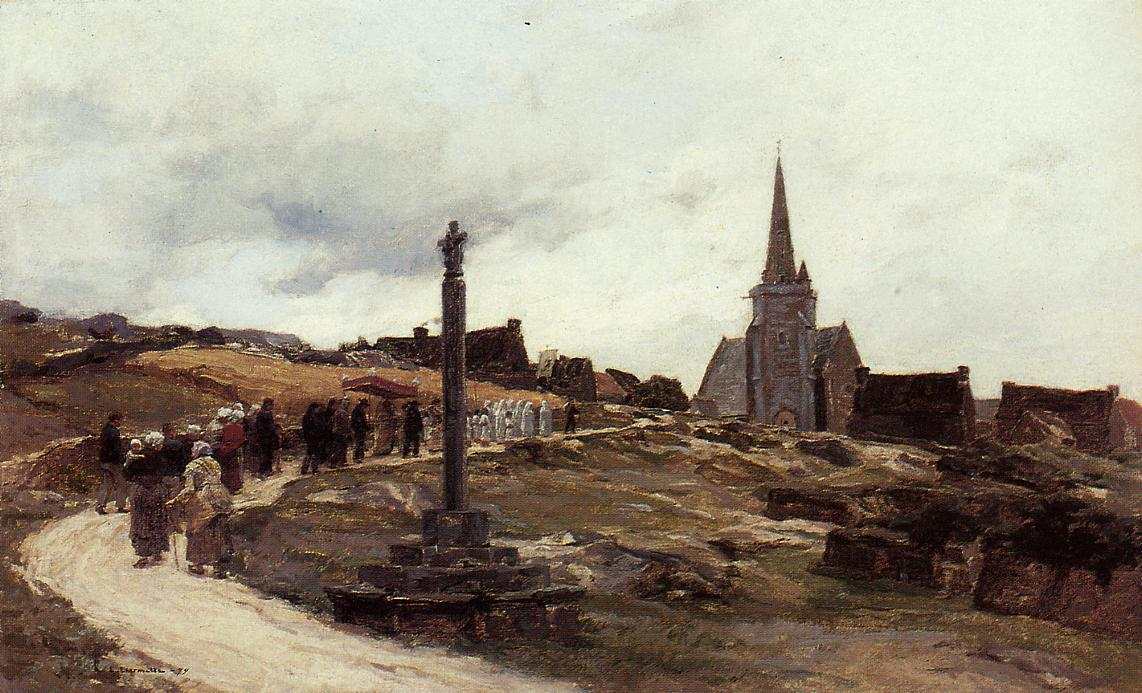
普盧馬納克（Ploumanach）附近的遊行隊伍

萊昂·奧古斯丁·莱尔米特（法語：Léon Augustin Lhermitte，法語發音：[leɔ̃ oɡystɛ̃ lɛʁmit]，1844年7月31日—1925年7月28日）是一位法國寫實主義畫家和蝕刻畫家，主要題材是描繪農民在工作時的鄉村場景。

## 生平與作品
莱尔米特是勒科克‧德‧布瓦博德朗（Horace Lecoq de Boisbaudran）的學生，隨著1864年在巴黎沙龍展出而獲得認可。
他得獎紀錄不勝枚舉，包括法國榮譽軍團勳章（1884年）和1889年世界博覽會大獎。
莱尔米特對粉彩的創新贏得了同代人的欽佩。文森·梵谷曾寫道：「如果《世界畫報》（Le Monde Illustré）能夠每個月刊登他的一幅作品……我就能夠非常高興地關注它。可以肯定的是，多年來我沒有看到過像莱尔米特的景色一樣美麗的東西……今天晚上，我過於著迷於莱尔米特，無法談論其他事情。」
世界各地的博物館都有永久收藏莱尔米特的作品，包括費城藝術博物館、大都會藝術博物館、史密森尼美國藝術博物館、達赫許美術館、湯利大廳美術及博物館、格拉斯哥博物館資源中心（Glasgow Museums Resource Center）、 維多利亞與艾伯特博物館、曼徹斯特美術館、阿伯丁藝術畫廊及博物館（Aberdeen Art Gallery and Museums）、密爾沃基美術博物館、密歇根大學藝術博物館、聖路易斯米爾德雷德‧萊恩‧肯帕藝術博物館、提森-博內米薩博物館、大英博物館、麥科德博物館、布魯克林博物館、加拿大國立美術館、納爾遜-阿特金斯藝術博物館、斯馬特美術館、奇美博物館, 圣路易斯艺术博物馆、托雷多藝術博物館、和梵谷博物館。 

## 藝術品

### 《拾穗者》

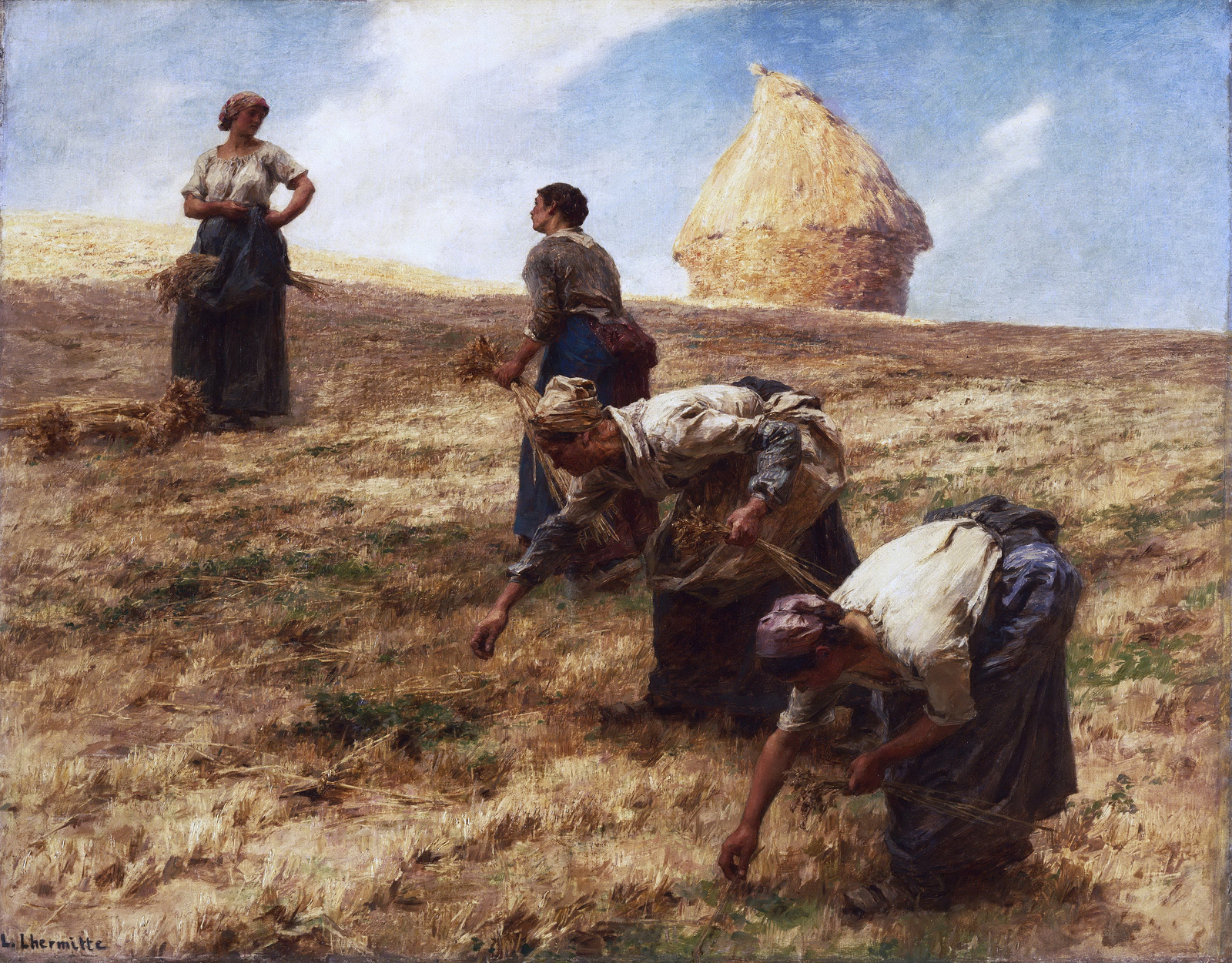
《拾穗者》，1887年繪，費城藝術博物館藏

莱尔米特是現實主義運動的一份子，也是一位狂熱的現實主義畫家，他描繪了法國工人階級的貧困。莱尔米特顯然從米勒的同名畫作中獲得靈感，想要在沙龍展出的一系列作品中及時捕獲這一瞬間。當與米勒的作品進行比較時，女性的姿勢即使稱不上相同，也是十分相似。前景中有兩個女人彎腰撿起留下的穀物。但這件作品和米勒有個明顯區別，後景沒有一大群在工作的人。
同樣，儘管婦女們手裡抓著小麥，但左邊卻顯示了她們暫時收集到的東西的地方。這與米勒的情況截然不同，因為米勒表現出的是收集到的穀物所剩無幾，而莱尔米特表現的反而是有點過剩。當觀察地面時，識別單個小麥粒即使並非不可能，也是很困難的。這可能代表了這項工作有多麼困難，收集足夠的小麥來養活這些婦女的家人是一項永無休止的任務。大約在莱尔米特的畫作發表並在沙龍展出的同時，米勒自己的《拾穗者》開始得到公眾的賞識。這導致莱尔米特繼續描繪法國鄉村的場景，其中許多場景都有同一個名字：「拾穗者」。
仔細觀察各個拾穗者，他們每個人都被賦予了一些獨特的「性格」。莱尔米特畫中的人物不像米勒畫中那樣穿著樸素平整的衣服，而是選擇了寬鬆合身的襯衫，並為女性的臉部增加了更多細節。第二名彎下身的女人臉上帶著痛苦的表情，可見一整天下來的辛苦。米勒畫中的女性有著相同的特質，而莱尔米特畫中的女性卻有著不同的表情。兩個站著的女人各自拿著一捆穀物，好像在休息，遠處的女人把手放在背上，臉上露出惱怒的表情。這件作品讓觀眾沒有一種結束的感覺，因為這天似乎才剛開始，辛苦的還在後頭。

## 外部連結
- 维基共享资源上的相關多媒體資源：Léon Augustin Lhermitte